# The Snarl
The Snarl er en amerikansk stumfilm fra 1917 af Raymond B. West.

## Medvirkende
- Bessie Barriscale som Helen Dean / Marion Dean
- Charles Gunn som Monte Bruce
- Howard Hickman som Jack Mason
- Aggie Herring
- Tom Guise